# Tornejament (gènere trobadoresc)

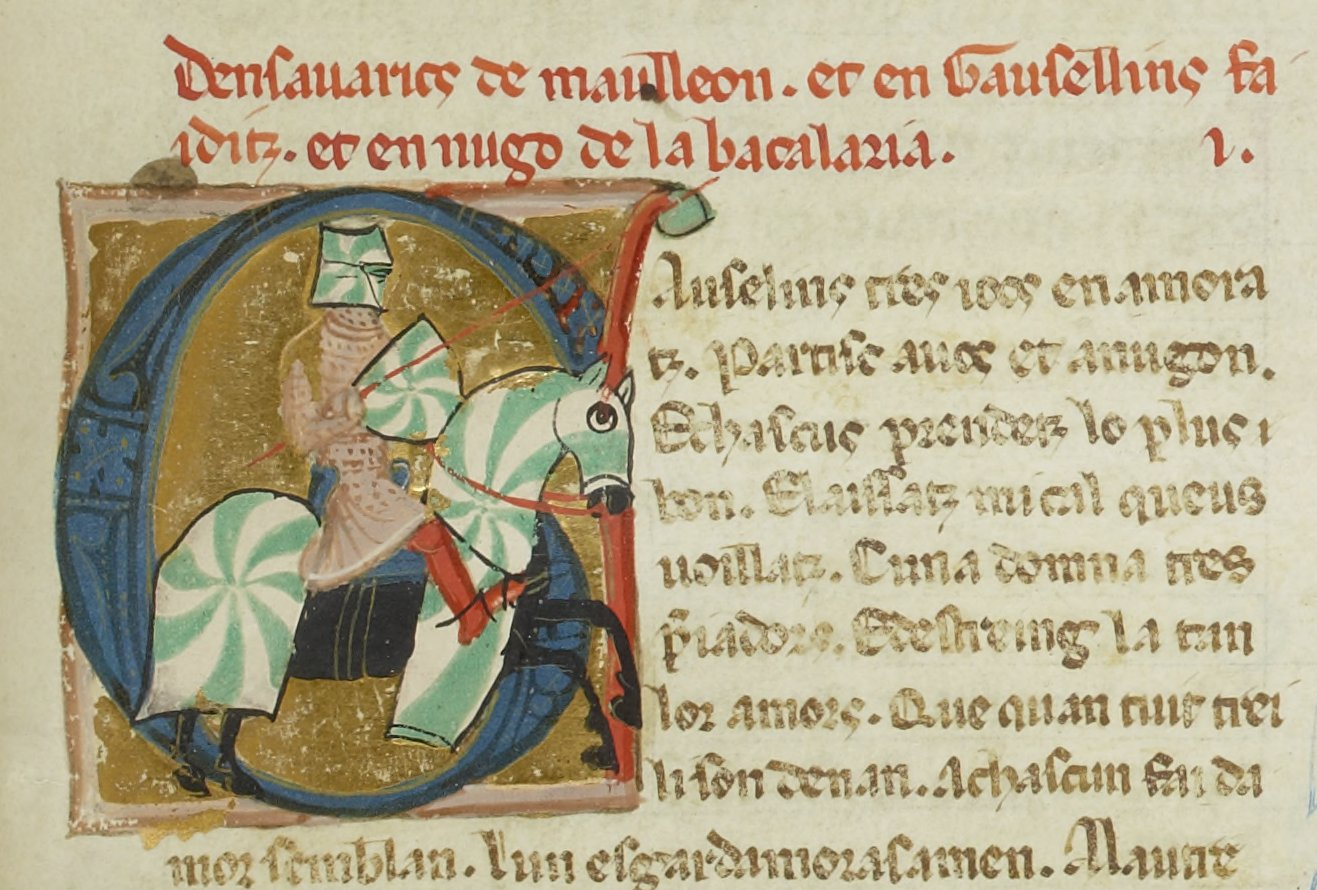
Text del tornejament entre Savaric de Mauleon, Gaucelm Faidit i Uc de la Bacalaria; BnF ms. 854 fol. 152, cançoner I

El tornejament (occ. tornejamen) és un dels gèneres dialogats de la lírica trobadoresca. Així com el partiment és un debat entre dos trobadors, el tornejament ho és entre tres o fins i tot quatre
El trobador que l'inicia planteja un problema sobre el qual els altres trobadors convidats a participar-hi han de donar la seva opinió. Es conserven vuit tornejaments amb tres trobadors i dos més amb quatre trobadors que hi intervenen.
El tema plantejat pot ser sobre aspectes de l'amor cortès com el de Savaric de Mauleon, Gaucelm Faidit i Uc de la Bacalaria on Savaric planteja a qui ha afavorit més una dama: a l'amant a qui ha mirat, al que ha donat la mà o al que li ha tocat el peu amb el seu; o el de Perdigon, Ademar i Raimbaut de Vaqueiras sobre el valor relatiu de les virtuts de tres cavallers.

## Tornejaments conservats
| Trobadors                                                   | Primer vers                              | Notes                              |
| ----------------------------------------------------------- | ---------------------------------------- | ---------------------------------- |
| Savaric de Mauleon, Gaucelm Faidit, Uc de la Bacalaria      | Gaucelm, tres jocs enamoratz             | PC 167, 26 = 432,2 = 449,1a        |
| Raimbaut de Vaqueiras, Ademar de Poitiers, Perdigon         | Senher n'Aymar, chauzetz de tres baros   | PC 4,1 = 370,12a = 392,15          |
| Guiraut Riquier, el comte de Rodés, Marqués                 | Senh' En Enric, a vos don avantatie      | PC 140,1 = 248,75 = 296,4          |
| Guiraut Riquier, el comte de Rodés, el senyor d'Alest       | Senh' En Enric, us reys .I. ric afar     | PC 18,1 = 140,2 = 248,76           |
| Guiraut Riquier, el comte de Rodés, Austorc d'Alboy         | Senhe n'Austorc d'Alboy, lo coms plazens | PC 38,1 = 140,1d = 248,74          |
| Guiraut Riquier, Miquel de Castilho, Codolet                | A Miquel de Castilho                     | PC 248,11 = 300,1 = 115a,1         |
| Tres trobadors anomenats Arnaut, Folc, i Guilhem            | Segner Arnaut uostre semblant            | PC 150a,1 = 25,3 = 201,5a          |
| Dos trobadors anomenats Guilhem i un Rainaut                | Vos dos Gigelms, digaz vostre corage     | PC 413a,1 = 201,6 = 201a,1         |
| Guilhem de Mur, Guiraut Riquier, el comte de Rodés, Marqués | De ço dont ieu soi dobtos                | PC 140,1a = 226,1 = 248,25 = 296,1 |
| Paulet de Marselha, Jordan, Izarn, Guiraut Riquier          | Senh' En Iorda, s'ie⋅us manda Livernos   | PC 248,77 = 272,1 = 403,1 = 319,7a |